# Paul Schwietzke
Paul Schwietzke (* 1952 in Düsseldorf) ist ein deutscher Künstler.

## Leben
Von 1973 bis 1979 belegte er ein Studium an der Staatlichen Kunstakademie Düsseldorf bei Karl Otto Götz und Konrad Klapheck. 1978 war er Meisterschüler bei Götz. Seit 1979 ist er als freischaffender Künstler tätig. Mit Stephan Widera stellte er gemeinsam aus. Sein Atelier befindet sich im Künstlerhaus des Vereins der Düsseldorfer Künstler.

## Rezeption
Schwietzkes Kunst wird dem Surrealismus bzw. dem Phantastischen Realismus zugeordnet. Götz, der von den surrealen Bildern seines Meisterschülers begeistert war, sagte oft im Scherz: „Der ist mein letztes Genie.“

## Ausstellungen
- Seit 1978 Teilnahme an Jahresausstellung Düsseldorfer Künstler, Winterausstellung Düsseldorf, Große Kunstausstellung Düsseldorf
- 1979 EP-Galerie, Düsseldorf
- 1980 Galerie Hella Nebelung, Düsseldorf
- 1981 EP-Galerie, Düsseldorf
- 1982 Galerie Heidi Poltrock, Düsseldorf
- 1984 Galerie Hündling, Wuppertal
- 1985 Galerie Krayer, Langenfeld (Rheinland)
- 1986 Galerie Hansen, Köln
- 1988 EP-Galerie, Düsseldorf
- 1989 Forum Kunst, Rottweil
- 1990 EP-Galerie, Düsseldorf
- Städtische Galerie, Wesseling
- 1991 Zollhof, Düsseldorf
- Hotel Rolandsburg, Düsseldorf
- 1992–1995 Art Consulting Voss, Düsseldorf
- 1996–2000 EP-Galerie, Düsseldorf
- 1999 Holiday Inn, Bremen
- 2000 Atelier 37, Köln
- 2002 USU AG, Möglingen bei Stuttgart
- Galerie Kunsthaus Oberkassel, Düsseldorf
- 2003 Triple Z, Essen
- 2004 Beteiligung an der Hommage an K. O. Götz im Museum Küppersmühle, Duisburg
- Kulturcafé Solaris, Düsseldorf
- 2005 Haus Greifenhorst, Krefeld (Gruppenausstellung)
- 2006 DESTILLE-online-Galerie, Düsseldorf
- 2008 Young German Art Gallery, Düsseldorf
- 2015 White Brush Gallery, André Schnaudt, Düsseldorf
- 2017 ARTOXX Kunstraum, Düsseldorf
- 2020 Frischer Wind am BER, Galerie Kremers, Berlin[3]
- 2020 „Magie und Poesie der Dinge“, Grafik Bild Kunst, Düsseldorf
- 2022 Teilnahme Gruppenausstellung, „Triumpf der Malerei“, Grafik Bild Kunst, Düsseldorf

## Projekte
Seit 1990 arbeitet er insbesondere an der Entwicklung von „art of perception“. Paul Schwietzke will hierbei die „zwielichtige Poesie“ erlebter Alltagsgegenstände zeigen, die er auf Exkursionen sieht. Zur Erreichung der „art of perception“ entwickelte er eine „Technik der Gestaltung des Wahrnehmungsmodus“. Dabei versetzt er sich nach eigenen Angaben in eine „Zwielicht-Zone“, einen „Zustand zwischen Traum und Wachsein“, eine „Form der Entrückung, die entsteht, wenn man leer ist“. In dieser Leere sei er „ganz offen für die subtilen Aspekte der Dinge“, die dann sein Gemüt beleben und ihn drängen würden, sich irgendwie zu verkörpern.

## Veröffentlichung
- Paul Schwietzke – Malerei, Walter Brune, Droste Verlag, 2010, ISBN 3-7700-1392-1